# Georges Varkey Puthiyakulangara
Georges Varkey Puthiyakulangara, né le 26 janvier 1953 à Edoor (Inde), est un prêtre catholique indien de rite syro-malabar, membre des Missions étrangères de Paris et évêque de Port-Bergé (à Madagascar) depuis 2013. 
Il a fait ses études au petit séminaire de Mangalore, au lycée de Mysore, avant de suivre des études de philosophie et de théologie au séminaire pontifical St. Peter's de Bangalore. Il est aussi titulaire d'un diplôme en communications sociales.

## Principaux ministères

### Prêtre
George Varkey a été ordonné prêtre en 1982, pour le diocèse de Chikmagalur (Karnataka) en Inde. Il a ensuite exercé son ministère dans ce même diocèse, avant un séjour à Paris pour apprendre le français (1985-1986), où il a résidé chez les pères des Missions étrangères de Paris (MEP), rue du Bac.
En 1986-1987, il a exercé son ministère à Madagascar comme prêtre fidei donum pour le diocèse de Mahajanga, puis comme vicaire paroissial dans le diocèse de Port-Bergé (1987-1990).
C'est alors qu'il rejoint le groupe des prêtres des MEP : il est successivement vicaire paroissial, aumônier de la Caritas et des prisons, économe diocésain pour l'œuvre de la Sainte-Enfance, assistant des Œuvres pontificales missionnaires diocésaines de 1990 à 1995.
De 1997 à 2004, il est secrétaire administratif de la Conférence épiscopale de Madagascar (en). Puis de 2005 à 2008, il est directeur diocésain de l'enseignement catholique pour le diocèse de Mahajanga.

### Évêque
Le 19 octobre 2006, Il a été nommé évêque coadjuteur de Port-Bergé pour assister Armand Toasy (de).
Il en est devenu l'évêque titulaire le 15 décembre 2013, à la démission, d’Armand Toasy (de).